# 第32回NHK紅白歌合戦
『第32回NHK紅白歌合戦』（だいさんじゅうにかいエヌエイチケイこうはくうたがっせん）は、1981年（昭和56年）12月31日にNHKホールで行われた、通算32回目のNHK紅白歌合戦。21時から23時45分にNHKで生放送された。

## 概要
- 両組司会は2年連続で黒柳徹子・山川静夫（8年連続）が担当。
- 前回、第9回（1958年）以来22年ぶりに紅組司会を務めた黒柳の著書『窓ぎわのトットちゃん』がこの年350万部を超す大ベストセラーを記録、「トットちゃんブーム」が起こり、黒柳の続投も決定した[1]。
- 第36回（1985年）までの5回は歌手リーダー制が敷かれた。今回では紅組は水前寺清子、白組は北島三郎がそれぞれリーダーに抜擢された。
- これまで非公開とされていた世論調査（視聴者アンケート）の結果が試験的に公表された[2][3]。
- 曲順発表前に両組共にトリ歌手の候補を事前に公表するという史上初の試みを行った（翌年の第33回も同様）。紅組はチームリーダー・水前寺、当時最多出場（且つ25年連続出場達成）を誇り「鳳仙花」が久々のヒット曲となった島倉千代子、前回歌唱した「大阪しぐれ」が年跨ぎのヒット曲となった都はるみ、当時の若手代表として森昌子、白組は例年トリ争いを繰り広げた北島、森進一（この年デビュー15周年）、ここ2年間の担当者である五木ひろしとの布陣で発表される。なお、ここ2年間紅組トリおよび大トリを務めた八代亜紀（この年デビュー10周年）は、この年ヒット曲に恵まれず、トリ候補から外れた。
- 島倉の「鳳仙花」はトリ曲にしては軽いと判断され、当初本命とされた都は歌唱曲を「大阪しぐれ」ではなくこの年発売の「浮草ぐらし」となったため後退し、水前寺と昌子の一騎討ちと見られた。五木の白組トリはライバルの八代が候補から外れたため後退、水前寺が紅組トリの場合は白組チームリーダーの北島、昌子の場合は「命あたえて」で古賀賞を受賞した進一（森・森対決。2人は後に一時期夫婦となったが、この時はまだ交際にも進んでいない）が起用されると見られていた。通常、12月20日前後に発表される曲順は、この年は本番2日前のリハーサル時点まで発表されなかったが、最終的に予想に反して昌子・北島のトリとなった[4]。
- 今回はブラスバンドチームがステージ上でオープニングファンファーレを演奏して幕開けとなり、黒柳・山川とのトーク後に、第1回より使用された「スタイン・ソング」による出場歌手の入場行進となった。また今回、入場する歌手は、白組は白いブレザーと黒いズボン、紅組は赤いブレザーと白いスカート[5]で統一して入場した。しかし、「スタイン・ソング」が入場行進曲に使用されたのは今回が一旦最後となり、以後の紅白の入場行進では毎年違った入場曲が使用されることとなり、入場行進そのものも後に廃止された。なお、スタイン・ソングは第36回（1985年）で復活し、その後第38回（1987年）までの3年間、第40回（1989年）、及び第47回（1996年）から第48回（1997年）まで再度使用された。
- オープニングの「選手宣誓」は、前回に引き続き水前寺清子と北島三郎が担当。だが、それまでの宣誓文は長きにわたり「我々はアーティスト精神に則り、正々堂々、敵をノックアウトするまで戦う事を誓います!!」だったのに対し、今回は「我々は歌の心を大切にし、全ての力を出し、正々堂々、勝利を我がチームにもたらす事を誓います!!」に変更、以後は毎回異なる宣誓文となる。
- 今回から第36回まで「歌手による歌の祭典」という原点に立ち返るために応援ゲストを原則起用しなかった。また、今回からこれまで番組全編を通じて設置されていた両軍歌手の応援席が、冒頭と終盤にのみ登場（今回の場合は石川ひとみ - 郷ひろみまでの間と野口五郎 - 五木ひろしまでの間の2回登場）する形と変更された。これにより、より派手な舞台装置の転換が可能となった。
- 菅原洋一の歌唱終了後には、紅組の岩崎宏美・桜田淳子・榊原郁恵・石川ひとみ・松田聖子・シルヴィア 、白組の郷ひろみ・西城秀樹・野口五郎・田原俊彦・近藤真彦による合同パフォーマンス『愛のコリーダ』（日本語訳詞：あまがいりゅうじ）が行われた。
- 中間（今回では紅組・五輪真弓VS白組・寺尾聰終了後）にハーフコーナーとして紅白出場歌手によるデュエットコーナーが設けられた。
- 大トリの北島三郎の「風雪ながれ旅」（2年連続歌唱）歌唱時に、大量の紙吹雪が降り続けた。以後、北島が当曲を披露する際には、沢山舞い落ちる紙吹雪の演出が恒例となった。
- 優勝は白組。
- 1995年12月に『思い出の紅白歌合戦』（BS2）で再放送された（BS2での全編再放送はこの1回のみ）。
- 今回から客席審査のカウントによる審査方法となった[6]。今回では日本野鳥の会による客席審査カウントが行なわれ、日本野鳥の会は以後第36回まで集計を担当し、第43回（1992年）にもカウント集計作業を行なっている。
- 第28回（1977年）終了後、紅白担当スタッフと演出手法につき衝突を起こし、前回まで構成を外れていた塚田茂が構成に復帰。塚田の著書[7]によれば、テレビ放送初の紅白の会場であり、塚田が演出家としてのキャリアをスタートさせた地でもある日劇がこの年で閉館となったことを考慮に入れ、「往年の日劇のレビューショー」のような紅白にしたいという方針を塚田と、当時のプロデューサーの増子正利が打ち出したことが、大幅な舞台構成、番組内容の転換が図られることになった直接の契機であるとされている。
- この年ブレイクし、NHKが発表した世論調査でもランクインしたイモ欽トリオは落選した。「10代を対象に含んだアンケートでは順位が伸びたものの、他のデータでは伸び悩んだ」ことが理由とされている[3]。
- 人気アンケート13位でこの年もあらゆる面で話題となったさだまさしは民放版『ゆく年くる年』のメインパーソナリティーに決まったため落選[8]。
- 芸能レポーターの梨元勝によれば民放に紅白の取材が開放されたのは今回以降のことであり、そのきっかけとなったのはテレビ朝日系列『アフタヌーンショー』の突撃取材だったという[9]。

## 司会者
- 紅組司会：黒柳徹子（『音楽の広場』司会）
- 白組司会：山川静夫アナウンサー
- 総合司会：生方惠一アナウンサー
- ラジオ実況：金子辰雄アナウンサー

## 演奏
- 紅組：ダン池田とニューブリード・東京放送管弦楽団（指揮 ダン池田）、ギター・アントニオ古賀
- 白組：小野満とスイング・ビーバーズ・東京放送管弦楽団（指揮 小野満）、ギター・木村好夫
- ゲスト
  - EXOTICS - 沢田研二のバックバンド

## 審査員
- 石毛宏典（西武ライオンズ内野手。この年のパ・リーグ新人王）
- 古手川祐子（女優。翌年の大河ドラマ『峠の群像』の大文字屋ゆう役）
- 緒形拳（俳優。同じく『峠の群像』の主人公・大石内蔵助役）
- 花井幸子（ファッションデザイナー）
- 倉本昌弘（プロゴルファー）
- 森光子（女優）
- 坂田栄男（棋士）
- 高橋洋子（女優・作家。この年『雨が好き』で第7回中央公論新人賞受賞）
- 秋竜山（漫画家）
- 澤地久枝（作家）
- 渡辺一雄・NHK番組制作局長
- ほか地方審査員のみなさん16名[10]と会場審査員（NHKホールの観客全員）

## 大会委員長
- 田中武志・NHK放送総局長

## 出場歌手
紅組、      白組、      初出場。
| 曲順 | 組 | 歌手名                        | 回 | 曲目                                       |
| ---- | -- | ----------------------------- | -- | ------------------------------------------ |
| 1    | 紅 | 河合奈保子                    | 初 | スマイル・フォー・ミー                     |
| 2    | 白 | 近藤真彦                      | 初 | ギンギラギンにさりげなく                   |
| 3    | 紅 | 石川ひとみ                    | 初 | まちぶせ                                   |
| 4    | 白 | 田原俊彦                      | 2  | 悲しみ2(TOO)ヤング                         |
| 5    | 紅 | 松村和子                      | 初 | 帰ってこいよ                               |
| 6    | 白 | 山本譲二                      | 初 | みちのくひとり旅                           |
| 7    | 紅 | 高田みづえ                    | 4  | 涙のジルバ                                 |
| 8    | 白 | 郷ひろみ                      | 9  | お嫁サンバ                                 |
| 9    | 紅 | 松田聖子                      | 2  | 夏の扉                                     |
| 10   | 白 | 千昌夫                        | 9  | 望郷酒場                                   |
| 11   | 紅 | 水前寺清子                    | 17 | 有明けの海                                 |
| 12   | 白 | 三波春夫                      | 24 | 雪の渡り鳥                                 |
| 13   | 紅 | 川中美幸                      | 初 | ふたり酒                                   |
| 14   | 白 | 西城秀樹                      | 8  | ジプシー                                   |
| 15   | 紅 | 小柳ルミ子                    | 11 | たそがれラブコール                         |
| 16   | 白 | 菅原洋一                      | 15 | 慕情                                       |
| 17   | 紅 | 島倉千代子                    | 25 | 鳳仙花                                     |
| 18   | 白 | フランク永井                  | 25 | おまえに                                   |
| 19   | 紅 | 牧村三枝子                    | 初 | みちづれ                                   |
| 20   | 白 | 細川たかし                    | 7  | いつかどこかで                             |
| 21   | 紅 | 五輪真弓                      | 2  | リバイバル                                 |
| 22   | 白 | 寺尾聰                        | 初 | ルビーの指環                               |
| 23   | 紅 | 榊原郁恵                      | 4  | シャイニング・ラブ                         |
| 24   | 白 | 西田敏行                      | 初 | もしもピアノが弾けたなら                   |
| 25   | 紅 | 桜田淳子                      | 8  | This is a "Boogie"                         |
| 26   | 白 | 加山雄三                      | 8  | 夜空を仰いで〜お嫁においで〜君といつまでも |
| 27   | 紅 | ロス・インディオス&シルヴィア | 2  | うそよ今夜も                               |
| 28   | 白 | 沢田研二                      | 9  | ス・ト・リ・ッ・パ・ー                     |
| 29   | 紅 | 青江三奈                      | 15 | あなたにゆられて                           |
| 30   | 白 | 村田英雄                      | 20 | なみだ坂                                   |
| 31   | 紅 | 研ナオコ                      | 5  | ボサノバ                                   |
| 32   | 白 | 竜鉄也                        | 初 | 奥飛騨慕情                                 |
| 33   | 紅 | 石川さゆり                    | 5  | なみだの宿                                 |
| 34   | 白 | 野口五郎                      | 10 | 裏切り小僧                                 |
| 35   | 紅 | 岩崎宏美                      | 7  | すみれ色の涙                               |
| 36   | 白 | 新沼謙治                      | 6  | 待たせたね                                 |
| 37   | 紅 | 小林幸子                      | 3  | 迷い鳥                                     |
| 38   | 白 | 内山田洋とクール・ファイブ    | 10 | 女・こぬか雨                               |
| 39   | 紅 | 都はるみ                      | 17 | 浮草ぐらし                                 |
| 40   | 白 | 森進一                        | 14 | 命あたえて                                 |
| 41   | 紅 | 八代亜紀                      | 9  | うしろ影                                   |
| 42   | 白 | 五木ひろし                    | 11 | 人生かくれんぼ                             |
| 43   | 紅 | 森昌子                        | 9  | 哀しみ本線日本海                           |
| 44   | 白 | 北島三郎                      | 19 | 風雪ながれ旅                               |

デュエットソングショーの曲目・歌手は次の通り。
- 「二人は若い」：黒柳徹子 & 山川静夫
- 「東京ナイト・クラブ」：五輪真弓 & 五木ひろし、河合奈保子 & 森進一
- 「銀座の恋の物語」：石川さゆり & 加山雄三、都はるみ & 田原俊彦
- 「愛して愛して愛しちゃったのよ」：松田聖子 & 三波春夫、村田英雄、菅原洋一、千昌夫、フランク永井
- 「いつでも夢を」：八代亜紀 & 近藤真彦
- 「昭和枯れすゝき」：小林幸子 & 西田敏行
- 「新宿そだち」：小柳ルミ子、松村和子、青江三奈 & 西城秀樹、野口五郎、郷ひろみ

前回の出場歌手の中より今回不選出となった歌手は以下。
- 紅組：石野真子[11]・岩崎良美・太田裕美[12]・金沢明子・ジュディ・オング・八神純子
- 白組：海援隊・クリスタルキング・ゴダイゴ・さだまさし・布施明・もんた&ブラザーズ

## 出場歌手希望世論調査の結果
| 順位 | 女性       | 女性 | 男性         | 男性 |
| 順位 | 歌手       | 出場 | 歌手         | 出場 |
| ---- | ---------- | ---- | ------------ | ---- |
| 1位  | 八代亜紀   | ○    | 五木ひろし   | ○    |
| 2位  | 都はるみ   | ○    | 北島三郎     | ○    |
| 3位  | 美空ひばり | ×    | 森進一       | ○    |
| 4位  | 松田聖子   | ○    | 村田英雄     | ○    |
| 5位  | 森昌子     | ○    | 三波春夫     | ○    |
| 6位  | 島倉千代子 | ○    | 近藤真彦     | ○    |
| 7位  | 河合奈保子 | ○    | 田原俊彦     | ○    |
| 8位  | 小林幸子   | ○    | 千昌夫       | ○    |
| 9位  | 石川さゆり | ○    | 松山千春     | ×    |
| 10位 | 水前寺清子 | ○    | 郷ひろみ     | ○    |
| 11位 | 岩崎宏美   | ○    | 西城秀樹     | ○    |
| 12位 | 松任谷由実 | ×    | 石原裕次郎   | ×    |
| 13位 | 榊原郁恵   | ○    | さだまさし   | ×    |
| 14位 | 五輪真弓   | ○    | イモ欽トリオ | ×    |
| 15位 | 川中美幸   | ○    | 寺尾聰       | ○    |

出典は『朝日新聞』。